# Studio 100 Animation
Studio 100 Animation SAS é um estúdio de animação francês criado em 2008. Subsidiária do grupo belga Studio 100, o Studio 100 Animation é especializado em criar desenhos animados, remakes de grandes clássicos e criações originais. A empresa tem uma capacidade de produção de duas séries de animação por ano e sua sede fica em Paris. O Studio 100 Animatio também foi o nono produtor francês de programas de entretenimento em 2012 no Centre national du cinéma et de l'image animée (Centro Nacional do Cinema e da Imagem Animada).

## Actividade

### Produção de séries de animação
- 2012 : Abelha Maia 3D - 78 episódios, com duração de 13 minutos cada.[2][3]
- 2013 : Vicky, o Viking - 78 episódios, com duração de 13 minutos cada.[4]
- 2014 : Heidi 3D - 39 episódios, com duração de 26 minutos cada.[5]
- 2015 : K3 - 52 episódios, com duração de minutos cada.[6]

### Produção de filmes animados
- Abelha Maia: O Filme - um filme animação germano-australiano coproduzido pelo estúdio.[7]

### Licenciamento e Merchandising
Em 2012, o Studio 100 Animation abriu um departamento de Licenciamento e Merchandising para adquirir os direitos das série de animação na França.